# Philarète Chasles

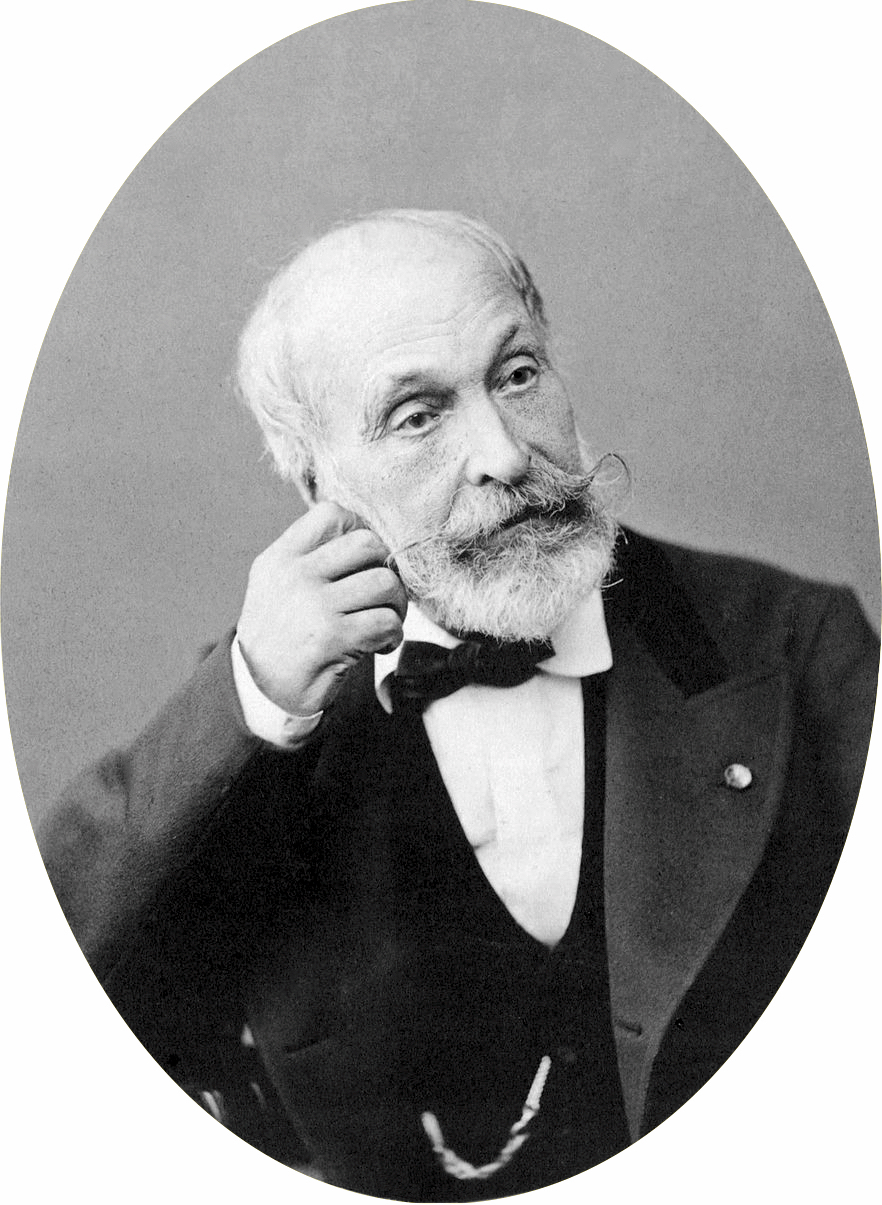
Philarète Chasles

Victor Euphemien Philarète Chasles (8 octombrie 1798 – 18 iulie 1873) a fost un filolog, istoric și critic literar francez.

## Biografie
S-a născut la Mainvilliers (Eure et Loir). Tatăl său, Pierre Jacques Michel Chasles (1754-1826), a fost membru al Convenției și unul dintre cei care au votat moartea regelui Ludovic al XVI-lea. El l-a crescut pe fiul său în conformitate cu principiile expuse în tratatul Émile, ou De l’éducation al lui Rousseau, iar băiatul, după un regim de viață în aer liber, urmat de câțiva ani de studiu în format clasic, a fost ucenic la o tipografie, astfel că el a putut cunoaște munca manuală. Patronul său a fost implicat într-una dintre conspirațiile din anul 1815, iar Philarète a fost deținut două luni în închisoare.
După ce a fost eliberat, a fost trimis la Londra, unde a lucrat pentru tipograful Abraham John Valpy la tipărirea unor ediții ale autorilor clasici. A scris articole pentru reviste de limba engleză și după ce s-a întors în Franța s-a implicat mult în popularizarea scrierilor autorilor englezi. El a fost, de asemenea, unul dintre primii care au atras atenția în Franța cu privire la literatura rusă și scandinavă. A contribuit la Revue des deux Mondes, până când a avut o ceartă violentă ce s-a încheiat printr-un proces cu François Buloz, care a câștigat în instanță.
El a devenit bibliotecar la Biblioteca Mazarin și începând din 1841 a fost profesor de literatură comparată la Collège de France. În timpul vieții sale a publicat circa cincizeci de volume de istorie și critică literară, precum și de istorie socială, multe dintre ele fiind extrem de valoroase. A murit la Veneția în anul 1873.
Fiul său, Émile Chasles (1827-1908), a fost un filolog cu o bună reputație.
Printre cele mai lucrări de critică literară ale sale se numără Dix-huitième siècle en Angleterre (1846), care face parte dintr-o serie de 20 de volume de Études de littérature comparée (1846-1875), pe care el a numit-o mai târziu Trente ans de critique. O relatare a copilăriei sale zbuciumate se află în Maison de mon pré. Memoriile sale (1876-1877) nu s-au ridicat la nivelul așteptărilor critice, bazate pe stilul său de exprimare fluent.
În anul 1871 a fost ales membru de onoare din străinătate al Academiei Române.

## Scrieri
Studii literare și istorice
- Caractères et paysages, 1833
- Révolution d’Angleterre. Charles Ier, sa cour, son peuple et son Parlement, 1630 à 1660, histoire anecdotique et pittoresque du mouvement social et de la guerre civile en Angleterre, au dix-septième siècle, 1844
- Le Dix-huitième siècle en Angleterre, 2 vol., 1846
- Études sur l’antiquité, précédées d’un essai sur les phases de l’histoire littéraire et sur les influences intellectuelles des races, 1847
- Études sur les premiers temps du christianisme et sur le moyen âge, 1847
- Olivier Cromwell, sa vie privée, ses discours publics, sa correspondance particulière, précédés d’un examen historique des biographes et historiens d’Olivier Cromwell, 1847
- Études sur l’Espagne et sur les influences de la littérature espagnole en France et en Italie, 1847. Reeditare: Slatkine, Geneva, 1973 Text online
- Études sur la littérature et les mœurs de l’Angleterre au XIXe siècle, 1850. Reeditare: Slatkine, Geneva, 1973.
- Études sur les hommes et les mœurs au XIXe siècle. Portraits contemporains, scènes de voyage, souvenirs de jeunesse, 1850
- Études sur la littérature et les mœurs des Anglo-américains au XIXe siècle, 1851
- Études sur W. Shakespeare, Marie Stuart et l’Arétin. Le drame, les mœurs et la religion au XIXe siècle, 1852
- Études sur l’Allemagne ancienne et moderne, 1854). Reeditare: Slatkine, Geneva, 1973.
- Mœurs et voyages, ou Récits du monde nouveau, 1855 Text online
- Scènes des camps et des bivouacs hongrois pendant la campagne de 1848-1849. Extraits des mémoires d’un officier autrichien, 1855
- Souvenirs d’un médecin. Le Médecin des pauvres, d’après Samuel Warren (écrivain), Kingsby, Mayhew. Précédé d’un coup d’œil sur le paupérisme, la charité et les institutions charitables en Angleterre, 1855
- Le Vieux Médecin, pour faire suite aux Souvenirs d’un médecin, d’après Samuel Warren (écrivain), Crabbe, Grattan, etc. 1859
- Études sur l’Allemagne au XIXe siècle, 1861
- Virginie de Leyva ou intérieur d’un couvent de femmes en Italie au commencement du dix-septième siècle, 1861
- Galileo Galilei : sa vie, son procès et ses contemporains, d’après les documents originaux, 1862 Text online
- Voyages d’un critique à travers la vie et les livres, 2 vol., 1865-1868 Text online 1 2
- Voyages, philosophie et beaux-arts, 1866 Text online
- Questions du temps et problèmes d’autrefois. Pensées sur l’histoire, la vie sociale, la littérature. Cours du collège de France, 1841-1867, 1867
- Études contemporaines. Théâtre, musique et voyages, 1867
- Encore sur les contemporains, leurs œuvres et leurs mœurs, 1869 Text online
- La Psychologie sociale des nouveaux peuples (1875) Text online
- Études sur le seizième siècle en France, précédées d’une Histoire de la littérature et de la langue française de 1470 à 1610, et suivies d’une Chronologie de l’histoire littéraire et de l’histoire des arts de 1451 à 1610, 1876
- La France, l’Espagne et l’Italie au XIXe siècle, 1877

Varia
- Le Père et la fille, cu Félix Bodin, 1824
- La Fiancée de Bénarès, nuits indiennes, 1825
- Quatorze ans et l’amour, ou la Danseuse et le peintre, 2 vol., 1829
- Contes bruns (cu Honoré de Balzac și Charles Rabou), 1832
- La Fille du marchand, fragment de la vie privée, imité de l’anglais, 1855
- Mémoires, 2 vol., 1876-1877. Reeditare: Slatkine, Geneva, 1973 Text online 1 2

Traduceri
- Jeremy Bentham : Essais de Jérémie Bentham sur la situation politique de l’Espagne, sur la constitution et sur le nouveau code espagnol, sur la constitution du Portugal, etc., traduits de l’anglais, précédés d’observations sur la révolution de la péninsule et suivis d’une traduction nouvelle de la Constitution des Cortès, 1823
- Franklin James Didier : Lettres d’un voyageur américain, ou Observations morales, politiques et littéraires sur l’état de la France... en 1815, 1816, 1817 et 1818, 1823 Text online
- Jean Paul : Œuvres, 2 vol., 1834-1835 Text online 1 2
- William Shakespeare : Richard III, Roméo et Juliette et le Marchand de Venise (în colaborare cu Philippe Lebas și Édouard Mennechet, 1836
- Hepworth Dixon : La Nouvelle Amérique, 1869
- Ben Jonson : Épicène ou la femme silencieuse, comédie en cinq actes, s. d.